# Comuna Reabîna, Velîka Pîsarivka
Reabîna (în ucraineană Рябина) este o comună în raionul Velîka Pîsarivka, regiunea Sumî, Ucraina, formată din satele Katerînivka și Reabîna (reședința).

## Demografie
Componența lingvistică a comunei Reabîna
     Ucraineană (93,22%)
     Rusă (6,1%)
     Alte limbi (0,06%)
Conform recensământului din 2001, majoritatea populației comunei Reabîna era vorbitoare de ucraineană (93,22%), existând în minoritate și vorbitori de rusă (6,1%).